# Il bunker
Il bunker (The Blockhouse) è un film del 1973 diretto da Clive Rees, basato su un romanzo di Jean-Paul Clébert.
Il film venne filmato interamente a Guernsey nelle Channel Islands e fu presentato al 23° Berlin International Film Festival.

## Trama
1944: Il giorno dello sbarco in Normandia, un gruppo di condannati ai lavori forzati tenuti prigionieri dai soldati nazisti riesce a fuggire e a rifugiarsi dentro un bunker tedesco, rimanendovi però imprigionato quando l'entrata dello stesso viene bloccata da un danno alla struttura. Fortunatamente, il bunker è però un magazzino di viveri che può garantirgli la sopravvivenza per svariati anni. Gli uomini rimangono infatti lì imprigionati per anni all'oscuro di tutto ciò che succede fuori, ignari anche della fine della seconda guerra mondiale. Il film analizza il loro modo di affrontare la forzata cattività sotterranea, i rapporti tra di loro, e la morte.

## Influenze
Il libro e il film potrebbero essere stati ispirati da un fatto realmente accaduto: il 25 giugno 1951, la rivista Time riportò la notizia che due soldati tedeschi avevano dichiarato di essere rimasti intrappolati per 6 anni in un magazzino sotterraneo a Babie Doły in Polonia, durante l'ultima guerra.